# 山梨県流通センター
山梨県流通センター(やまなしけんりゅうつうセンター)は山梨県中央市にある卸売・トラックターミナル・倉庫などが集まる団地（準工業地域）である。
住所表記は山之神流通団地（やまのかみりゅうつうだんち）であり、1丁目から3丁目まである。

## 概要
山梨県の物流拠点は江戸時代から高度経済成長時代まで甲府中央商店街にある八日町と連雀町であった。元々甲府城城下町の問屋街であり、また東京方面から甲州街道が通っているなど交通の要に位置していたが、高度経済成長を迎えるとこれまでの荷車から貨物自動車によるトラック輸送へシフトしていき、八日町・連雀町周辺では慢性的な渋滞や駐車場不足に悩まされることになる。さらに物流方式も拠店間輸送が主流となっていったが、八日町・連雀町ともに拠店間輸送に対応できず、山梨県の物流のボトルネックになっていた。
1967年(昭和42年)に田邊圀男が山梨県知事に就任すると、1968年(昭和43年)の「県長期開発計画」に流通センター構想が盛り込まれる。1971年(昭和46年)に山梨県流通センター基本方針を発表され、中巨摩郡田富町山之神(当時)に整備されることが内定された。この地点は元々臼井沼があったが、地方病対策として埋立が行われていた一方で、元々甲府市から静岡県へ伸びる駿州往還が通っていたうえ、甲府バイパスや当時建設中の中央自動車道甲府昭和インターチェンジに近く、県内外への往来が容易な位置にあった。
1973年(昭和48年)に設立認可書が交付され、1975年(昭和50年)に団地の起工式が行なわれると急ピッチで整備が行われ、1977年(昭和52年)に組合会館「流通会館」が竣工。1981年(昭和56年)に集団化事業が完了し、完成記念式典が行われた。これにあわせ八日町・連雀町にあった問屋も流通センターへ移転し、現在では山梨県最大の物流拠点となっている。

## 施設概要
2016年4月現在
- 敷地面積： 242，855m2（道路等含む）
- 組合員数： 83社（正組合員64社、準組合員19社）
- 団地内従業員数：1,846人

## 周辺
- 甲府リバーサイドタウン（流通センター西側に整備されたニュータウン）
- 釜無工業団地 （流通センター北側に整備された工業団地）
- イオンモール甲府昭和
- 中央市立田富北小学校

## 交通アクセス
物流センター東側に県道3号（昭和バイパス）が通っており、甲府バイパスまでは通常車で10分程度であるが、昭和バイパスは2車線であり特に通勤時間帯は渋滞が著しい。2009年（平成21年）に流通センター南側を通る形で新山梨環状道路（南部区間）が開通し、田富西ランプから中央自動車道甲府南インターチェンジや中部横断自動車道南アルプスインターチェンジへアクセスすることでができるようになった。中部横断自動車道は2020年度を目処に静岡県側まで延伸し、清水港へのアクセスも容易になることが予想される。
鉄道の最寄駅は身延線の常永駅または小井川駅であり、団地北部からは常永駅（徒歩30分）、南部からは小井川駅（徒歩20分）程度である。
バスを利用する場合は山梨交通山ノ神入口バス停より徒歩10分であるが、本数は非常に少ない。農林高校バス停まで行けば比較的本数が多いが、徒歩30分から40分を要する。